# 안시에타의 요셉

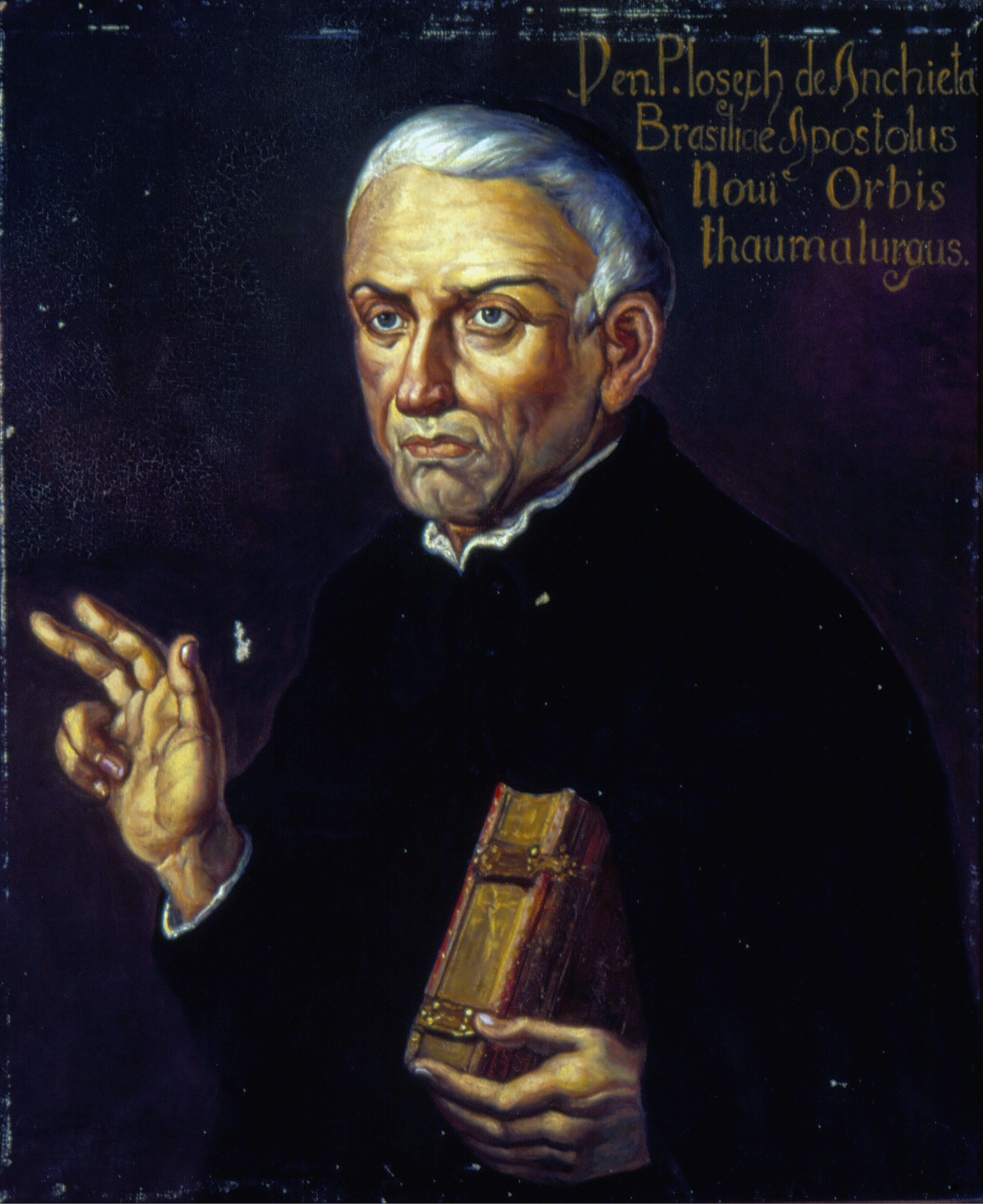
안시에타의 요셉

안시에타의 요셉(Joseph of Anchieta, José de Anchieta y Díaz de Clavijo, SJ(Joseph of Anchieta), 1534년 3월 19일 – 1597년 6월 9일)는 16세기 후반에 브라질의 포르투갈 식민지에 파견된 카나리아 예수회 선교사였다. 유럽에서 발견된 후 1세기 브라질 역사에서 매우 영향력 있는 인물인 안치에타는 1554년 상파울루와 1565년 리우데자네이루의 설립자 중 한 명이었다.
안시에타는 또한 인도 인구의 종교적 교육과 가톨릭 신앙으로의 개종에도 관여했다. 또 다른 예수회 선교사인 마누엘 다 노브레가와 함께 인디언을 진정시키기 위한 그의 노력은 식민지에 안정적인 식민지 정착지를 건설하는 데 결정적인 역할을 했다.
안시에타는 일반적으로 "브라질의 사도"로 알려져 있다. 그는 2014년 4월 3일 교황 프란치스코에 의해 시성되었다. 그는 라틴 아메리카의 선교사이기도 한 성 요셉 베탄쿠르의 베드로가 가톨릭 교회에서 성인으로 선포한 후 카나리아 제도의 두 번째 원주민이었다. 안시에타는 또한 브라질의 세 번째 성인으로 간주된다.